# Courtomer, Orne
Courtomer là một xã trong tỉnh Orne, thuộc vùng hành chính Normandie của nước Pháp, có dân số là 676 người (thời điểm 1999).

## Nhân khẩu học
| 1962 | 1968 | 1975 | 1982 | 1990 | 1999 |
| ---- | ---- | ---- | ---- | ---- | ---- |
| 717  | 783  | 698  | 659  | 636  | 676  |

## Các thành phố kết nghĩa
- Schmitten (Hochtaunus), Đức